# تونی دوریگو
 تونی دوریگو  (به انگلیسی: Tony Dorigo) (زاده ۳۱ دسامبر ۱۹۶۵ - ملبورن) بازیکن فوتبال سابق تیم ملی فوتبال انگلیس، چلسی و استون ویلا است. دوریگو ۱۵ بازی ملی در کارنامه دارد.